# Schefflera disparifolia
Schefflera disparifolia är en araliaväxtart som beskrevs av David Gamman Frodin. Schefflera disparifolia ingår i släktet Schefflera och familjen araliaväxter. Inga underarter finns listade.